# Pottersbos
Het Pottersbos is een klein natuurgebied op ruim 1 km ten zuiden van Moerstraten langs de Moerstraatsebaan. Het meet 24 hectare en is in het bezit van de Stichting Brabants Landschap.

## Geschiedenis
Op de plaats van dit bos bevond zich vroeger de Lage Heide en de Herelse Heide. Er bevond zich echter ook leem in de grond, dat gewonnen werd ten behoeve van de pottenbakkerij, waar ook de naam van het bos aan te danken is.
Het reservaat bestaat uit jonge dennenaanplant, en het wordt geheel omringd door land- en tuinbouwgebied. De Oostenrijkse den wordt gekapt. Op de rijkere, leemhoudende gronden wordt gestreefd naar wintereiken-beukenbos. Op de armere gronden zal berken-zomereikenbos ontstaan. In 1990 heeft een storm veel bomen doen omwaaien waardoor open plekken ontstonden, wat de mogelijkheid biedt tot de vorming van een afwisselender bos.
Tegenwoordig wordt verdroging tegengegaan, onder meer door bossloten niet meer te onderhouden. Ook is er een poel gegraven.
Broedvogels zijn buizerd en boomvalk.

## Recreatie
Het gebied is vrij toegankelijk.

## Externe bron
- Pottersbos